# After-Birth Abortion
"After-Birth Abortion: Why Should the Baby Live?" (em português: "Aborto Pós-Parto: Por que o Bebé Deveria Viver?")  é um artigo controverso publicado por Francesca Minerva e Alberto Giubilini. Disponível online a partir de 2012 e publicado no Journal of Medical Ethics em 2013, ele argumenta que o infanticídio deve ser chamado de "aborto pós-parto" e destaca as semelhanças entre o aborto e a eutanásia. O principal argumento do artigo é que o infanticídio deve ser considerado permissível em todos os casos em que o aborto é considerado aceitável, incluindo aqueles que envolvem bebés saudáveis e sem deficiência.
O artigo atraiu a atenção dos média, incluindo ameaças aos seus autores, bem como várias críticas académicas. Michael Tooley resumiu as críticas e a controvérsia, dizendo: "Muito poucas publicações filosóficas, no entanto, evocaram uma atenção mais ampla ou reações emocionalmente mais acaloradas do que este artigo."

## Visão geral
O argumento do artigo "Aborto Pós-Parto" é o seguinte: 
1. O aborto é justificado devido ao status moral dos fetos; o seu status compartilhado de pessoas em potencial não é moralmente relevante.
2. O aborto é justificado quando o feto tem anomalias graves ou seria um fardo intolerável para a mãe e para a família, pelo menos quando a adoção não é uma opção viável por não atender aos melhores interesses das pessoas.
3. Os recém-nascidos têm o mesmo status moral do que os fetos (não há diferenças moralmente relevantes entre eles) se sofrerem de forma insuportável.
4. Os recém-nascidos podem nascer com anormalidades graves que nem sempre podem ser diagnosticadas antes do nascimento e podem ser um fardo insuportável para a mãe e para a família, inclusive quando as circunstâncias mudam após o nascimento.
5. Portanto, o "aborto pós-parto" (eutanásia de recém-nascidos) pode ser justificado em algumas circunstâncias. Estas circunstâncias incluem, segundo os autores: se uma doença não foi detetada durante a gravidez, se algo aconteceu de errado durante o parto ou se houver mudanças nas circunstâncias económicas, sociais ou psicológicas da família. Os autores argumentam que mesmo um recém-nascido sem qualquer deficiência pode ser submetido à eutanásia nessas circunstâncias.

## Críticas
Nas palavras de Bertha Alvarez Manninen, num artigo também escrito no Journal of Medical Ethics, "Alberto Giubilini e Francesca Minerva argumentam que, como não há diferenças significativas entre um feto e um recém-nascido, visto que nenhum dos dois possui características mentais suficientemente robustas para se qualificar como pessoa, um recém-nascido pode ser justificadamente morto por qualquer motivo que também justifique o aborto. Para enfatizar ainda mais a sua visão de que um recém-nascido está mais em pé de igualdade com um feto do que com um bebé mais desenvolvido, Giubilini e Minerva optam por chamar isto de 'aborto pós-parto' em vez de infanticídio. ... Eu argumento que a sua tese é incorreta e que a permissibilidade moral do aborto não implica a permissibilidade moral do aborto 'pós-parto'."
O aborto é o término de um processo em andamento antes da sua conclusão e, no caso de Giubilini e Minerva, refere-se ao término do processo de gravidez após a sua conclusão natural, o parto, tornando o "aborto pós-parto" uma expressão contraditória, visto que o parto encerra a gravidez, não deixando nenhuma gravidez para ser abortada. Alguns críticos da ideia acreditam que se trata de uma expressão composta por Giubilini e Minerva para ocultar a incómoda palavra "infanticídio", que descreve um crime. Outro artigo crítico concluiu que "tendo investigado o novo conceito, concluímos que o termo 'aborto pós-parto' é biológica e concetualmente absurdo".